# Omnisport Apeldoorn
Omnisport Apeldoorn – otwarty w 2008 roku wielofunkcyjny kompleks widowiskowo-sportowy w Apeldoorn w Holandii. W dwóch halach rozgrywane są mecze siatkówki i piłki ręcznej, a także zawody w tenisie, lekkoatletyce i – jako welodrom – w kolarstwie torowym. W kompleksie znajduje się również odkryte lodowisko czynne w okresie zimowym, w letnim natomiast służące do sportów wrotkarskich.

## Obiekt
Zaprojektowany przez pracownię Sander Douma architecten BNA obiekt posiada dwie hale. Większa z nich, mogąca pomieścić 5000 osób służy jako welodrom oraz tor lekkoatletyczny o długości 200 metrów, z których korzystają miejscowe zespoły, lecz mogą być tam rozgrywane również zawody międzynarodowej rangi mistrzowskiej w tych dyscyplinach jako jedyny tego typu obiekt w Holandii. Mniejsza hala ma pojemność 1 500 kibiców i gości między innymi mecze siatkówki, piłki ręcznej i tenisa, a spotkania w roli gospodarza rozgrywa tam siatkarska drużyna Dynamo Apeldoorn.
Otwarte w sezonie 2010/11 lodowisko posiada tor o długości 400 metrów i powierzchni 2500 m² i czynne jest średnio przez cztery tygodnie w roku, w pozostałym okresie natomiast używane jest do jazdy na wrotkach i łyżworolkach.
Kompleks posiada klasę A Holenderskiego Komitetu Olimpijskiego. Istnieje w nim także możliwość zorganizowania koncertów, innych imprez oraz wynajęcia sal konferencyjnych.

## Zorganizowane imprezy

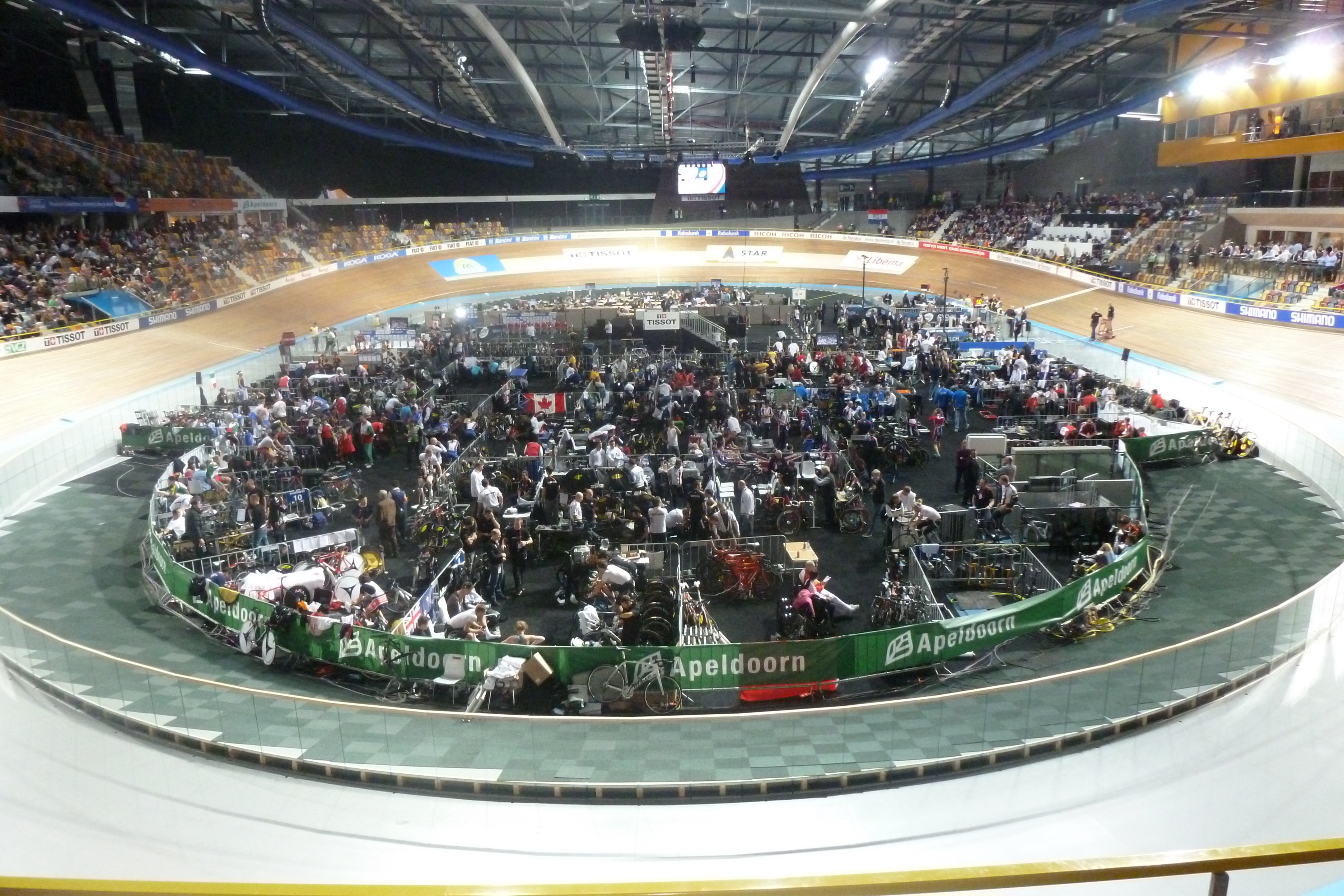
Hala podczas MŚ w Kolarstwie Torowym 2011

Oficjalne otwarcie obiektu nastąpiło 14 listopada 2008 roku, choć już wcześniej rozgrywane były tam imprezy sportowe: pierwsze zawody lekkoatletyczne odbyły się w hali 29 sierpnia, a we wrześniu holenderska reprezentacja rozegrała spotkanie w ramach Pucharu Davisa 2008.
Z imprez rangi mistrzowskiej na obiekcie odbyły się:
- Halowe mistrzostwa Holandii w lekkoatletyce: 2009, 2010, 2011, 2012
- Mistrzostwa Świata w Kolarstwie Torowym 2011
- Mistrzostwa Europy w Kolarstwie Torowym 2011
- Mistrzostwa Europy w Kolarstwie Torowym 2013
- Mistrzostwa Europy w Piłce Siatkowej Kobiet 2015
- Mistrzostwa Europy w Piłce Siatkowej Mężczyzn 2019
- Mistrzostwa Świata w Piłce Siatkowej Kobiet 2022 (m.in. finał)

W 2010 roku hala gościła mecze holenderskiej reprezentacji w ramach Ligi Światowej siatkarzy.